# Ivan Sarić
Ivan Sarić (Subotica, 27. lipnja 1876. – Subotica, 23. kolovoza 1966.) bio je bunjevački zrakoplovac, športaš, automobilist, biciklist, motociklist. Posebice je poznat po svojoj pionirskoj ulozi u zrakoplovstvu.
Proslavio se po tome što je 16. listopada 1910. godine napravio prelet monoplanom nad subotičkim konjskim trkalištem u duljini od tri kilometra. Težinu svemu daje što je Sarić sam napravio svoj monoplan.
Rodio se u Subotici, u ondašnjoj južnoj Ugarskoj, u Austro-Ugarskoj, danas u autonomnoj pokrajini Vojvodini u Srbiji.
Dok je dovršavao školovanje na Trgovačkoj akademiji u rodnom gradu, dao se i u športske aktivnosti. Postao je atlet, hrvač i jedan od utemeljitelja mjesnog nogometnog kluba.
Počeo s biciklizmom 1891., i uskoro je postao jednim od najboljih biciklista u Ugarskoj, zauzevši drugo mjesto 1896. na međunarodnoj utrci u Pečuhu. Kasnije je napredovao i postao je prvakom Ugarske na 10-kilometarskoj stazi 1897., ponovivši to opet iduće godine. 1899. je pobijedio na 25-kilometarskoj stazi u trci održanoj u Beču i 100-kilometarskoj stazi na trci u Budimpešti. 1910. je postao prvakom Srbije na stazama od jednog i 25 km.
Prigodom posjete Parizu 1909., sreo je neke of francuskih letačkih pionira, među njima i Louisa Blériota. Nakon što je vidio prve zrakoplove, odmah se oduševio letačkom idejom. Po povratku u Suboticu, odmah je počeo graditi vlastitu letjelicu, za čiju je izgradnju koristio samo priručne materijale: drvo, lan, kotače od motorkotača, čak i klavirske žice. 
Ugradivši Delphosov motor od 24 KS, rane 1910., "Sarić 1" je bio dovršen. Nakon što je ljeti radio pokuse i vježbao sa svojim strojem, 16. listopada 1910. je, pred 7 tisuća sugrađana uspješno poletio. 
1911. je napravio model "Sarić 2", poboljšanu inačicu s jačim motorom, od 50 KS, vlastite konstrukcije. 
Njegove daljnje radove na letenju je omeo prvi svjetski rat. Ipak, to ga nije omelo u pokusima na tlu, koje je nastavio. Ovaj put je radio s letjelicom, koja bi mogla poletjeti okomito, nešto poput ranog helikoptera s motorom oblika dvostruke zvijezde; na pokusima ovaj letjelica je dala dobre rezultate. Do kraja života je radio na svojim izumima, kao i na promicanju športa. 
Umro je u rodnoj Subotici.
Klub zrakoplovaca u Subotici nosi ime ovog pionira, kao i športska zračna luka u obližnjem selu Bikovu.
Replika njegovog zrakoplova Sarić 1 se nalazi u Muzeju zrakoplovstva u Beogradu.
Rođak je odborniku Nadzornog odbora HNV Srbije,  novinaru "Hrvatske riječi" i hrvatskom književniku, Zvonku Sariću.

## Knjige o Sariću
- Mirko Grlica: Ivan Sarić[1]

## Vanjske poveznice
- Povijest jedrilica
- Otvoreni maketarski forum (dosta slika)
- Ivan Sarić Hrvatska tehnička enciklopedija, portal hrvatske tehničke baštine. LZMK